# Beleg van Fort Detroit
Het eerste Beleg van Fort Detroit vond plaats tussen 9 mei en 31 oktober 1763 ten zuiden van Saint Clairmeer. Het was een poging van Chief Pontiac, hoofd van een coalitie indianen, om het Britse Fort Detroit te veroveren.

## Achtergrond
Na de val van Montreal in 1760 en de daarop volgende Vrede van Parijs (1763) verwierven de Britten zowat alle Franse bezittingen op het Noord-Amerikaanse continent. De Vrede van Parijs maakt een einde aan de Franse en Indiaanse Oorlog, een oorlog van Fransen en indianen tegen het Britse Rijk. Om de inheemse stammen aan hun zijde te krijgen, gaven de Fransen goederen, zoals buskruit, rum en andere giften. Eenmaal de Britten aan de macht werd deze praktijk stilgelegd, de relatie verzuurde en leidde tot opstand.

## Beleg
De eerste poging was door list. Chief Pontiac probeerde met de tactiek, het paard van Troje, het fort in te nemen, zonder succes. Daarna omsingelden de indianen het fort en kapten alle bomen en struiken rondom, zodat ingaande en uitgaande personen zich niet konden verstoppen. Zij die werden gevangengenomen werden gefolterd en vermoord. Het fort had slechts voedselvoorraad voor tien dagen. De Britten stuurden versterking met twee schepen via de Detroitrivier. In een poging het fort te ontzetten vond er een confrontatie plaats ter hoogte van Bloody Bridge (zie kaart) en de Britten werden gedwongen zich terug te trekken.

## Einde van het beleg
Tot aan het begin van de winter werd zo goed als niet meer gevochten. De indianen zagen de zinloosheid van het beleg in, ze hadden gehoopt op de steun van de Fransen, maar die kwam er niet. De coalitie viel uit elkaar. Op 7 oktober werd de Royal Proclamation of 1763 ondertekend, waarbij de indianen hun eigen territorium kregen.